# Věra Kotasová
Věra Kotasová (28. března 1939 v Přerově – 20. dubna 2019) byla česká malířka, grafička, pedagožka a překladatelka.

## Život
Po maturitě na Přerovském gymnasiu vystudovala výtvarné obory na Filozofické fakultě University Palackého v Olomouci (prof. A. Kučera, F. Bělohlávek) a poté působila jako pedagožka na katedře výtvarné výchovy Pedagogické fakulty UP (do roku 1973) a na katedře výtvarné teorie a výchovy Filozofické fakulty UP. V roce 1978 z Univerzity Palackého po zrušení této katedry odešla a zabývala se volnou tvorbou. Byla členkou Sdruženi českých umělců grafiků Hollar.

### Ocenění
- Cena Masarykovy demokratické akademie v Praze
- 1995 Čestné uznání Mezinárodního bienále grafiky, Friedrikstad, Norsko
- 1995 Grafika roku, Praha
- Medaile F. K. Evropského kruhu Franze Kafky
- 2002 čestné uznání, Grafika roku, Praha
- 2003 Cena na Mezinárodním Trienále Grafiky, Krakov

## Dílo
Na počátku své tvorby se věnovala malbě na pomezí geometrické abstrakce, později téměř výhradně grafice.
Tvořila zprvu technikou suché jehly a leptu, od devadesátých let vytvářela velké formáty jednobarevných linorytů a dřevoryty.

Její grafika navazuje na odkaz českého artificialismu, ale je ryze současná volbou námětů i technickou virtuozitou.
Autorka vytvářela zvláštní napětí mezi předmětem zobrazení, který je výpovědí o její senzibilitě, o hledání vnitřní svobody, o vztahu k přírodní realitě a výstavbou kompozice, kde se projevuje její úsilí vyjádřit se čistou formou, ukázněnost a zažitý smysl pro pevný výtvarný řád tíhnoucí k monumentalitě. Její práce poutají pozornost rafinovanou perspektivou a dokonalou iluzí trojrozměrného plánu a magického světla.

### Autorské výstavy
- 1969 Grafika, Galerie mladých, Mánes, Praha
- 1970 Grafika 1965 - 1970, Vlastivědný ústav, Olomouc
- 1976 Grafika 1976/1986, Dům umění, Olomouc
- 1976 Grafika, obrazy, Kabinet grafiky, Olomouc
- 1981 Grafika, Dílo, Přerov
- 1982 Grafika, Galerie d, Praha 5
- 1986 Grafika, Šternberk
- 1986 Grafika 1976/1986, Kabinet grafiky, Olomouc
- 1994 Grafika, Galerie Hollar, Praha

### Společné výstavy (výběr)
- 1964 Malba, grafika, plastika, užité umění pracovníků kateder výtvarné výchovy pedagogckých fakult Gottwaldov, Olomouc, Ostrava, Dům umění, Olomouc
- 1965 Výtvarná díla nových autorů, Dům umění, Olomouc
- 1966 Výstava mladých / Exposition des jeunes, Dům pánů z Kunštátu, Brno, ÚLUV Praha
- 1970 Soudobá československá grafika, Dům umění, Hodonín
- 1971 SČUG Hollar: Grafika, Chrudim
- 1985 Přírůstky 1982-1984, Kabinet grafiky, Olomouc
- 1988 Grafické techniky IV.: Tisk z výšky, Galerie d, Praha
- 1989 Současná česká grafika, Mánes, Praha
- 1990 SČUG Hollar: Členská jubilejní výstava prací z období 1970 - 1990, Galerie Václava Špály, Praha
- 1992 SČUG Hollar: Členská výstava k 75. výročí založení, Mánes, Praha
- 1996 Bienále české grafiky Ostrava 1996, Dům umění, Ostrava
- 1997 Mezi černou a bílou, Galerie Hollar, Praha
- 1999 Věra a Pavel Kotasovi: Obrazy, grafika, Galerie G, Olomouc
- 2002 Česká grafika. Půlstoletí proměn moderní grafické tvorby, Mánes, Praha
- 2002 Decenium, Olomouc
- 2003 Tschechische Grafik, Automobil Forum Berlin
- 2003 Grafické techniky 1, Dřevořez, dřevoryt, linoryt, Hollar, Praha
- 2004 Grafické techniky 2, Lept, akvatinta, kombinovaná technika, Mladá Boleslav
- 2004 IV. mezinárodní trienále grafiky. Lino , Mánes, Praha
- 2005 Les arts graphiques tcheques, Galerie Audabiac, Audabiac
- 2005 Grafické techniky 3, Rytina, suchá jehla, mezzotinta, Hollar, Praha, Mladá Boleslav
- 2007 Soustředěný pohled / Focused View. Grafika 60. let ze sbírek členských galerií Rady galerií České republiky, Oblastní galerie v Liberci, Oblastní galerie Vysočiny v Jihlavě
- 2009 Skleník / Glasshouse, Muzeum moderního umění, Olomouc (Olomouc)
- 2011 Umělci Archivu, DOX, Malá věž, Praha

### Zastoupení ve sbírkách
- Galerie výtvarného umění v Hodoníně
- Muzeum umění Olomouc
- Alšova jihočeská galerie v Hluboké nad Vltavou
- Galerie výtvarného umění Karlovy Vary

### Realizace
- Art protis, MU Přerov